# Kepler-89b
Kepler-89b es uno de los cuatro planetas extrasolares que orbitan la estrella Kepler-89. Fue descubierta por el método de tránsito astronómico en el año 2012. Este sistema planetario fue descubierto por el telescopio espacial Kepler. Los planetas se confirmaron mediante un análisis del efecto Rossiter-McLaughlin (RM).